# Вінден (Рейн-Лан)
Вінден (нім. Winden) — громада в Німеччині, розташована в землі Рейнланд-Пфальц. Входить до складу району Рейн-Лан. Складова частина об'єднання громад Нассау.
Площа — 6,99 км2. Населення становить 726 ос. (станом на 31 грудня 2020).